# Shawn Weatherly
Shawn Weatherly (sinh ngày 24 tháng 7 năm 1959) là một nữ hoàng sắc đẹp. Bà từng đoạt 3 danh hiệu Miss South Carolina USA, Miss USA và Hoa hậu Hoàn vũ 1980. Bà đã trở thành người phụ nữ thứ năm của Hoa Kỳ đoạt danh hiệu Hoa hậu Hoàn vũ.